# Minna Keal
Minna Keal, geborene Minnie Nerenstein, (* 22. März 1909 in London; † 14. November 1999 in Princes Risborough) war eine britische Komponistin.

## Leben
Minnie Nerenstein war die Tochter russisch-jüdischer Einwanderer, die in London einen hebräischen Buchhandel und Verlag betrieben. Als Stipendiatin besuchte sie die Clapton Secondary School. Nach dem Tod ihres Vaters 1926 begann sie im elterlichen Geschäft zu arbeiten. Daneben studierte sie an zwei Tagen in der Woche an der Royal Academy of Music Klavier bei Thomas Knott und Komposition bei William Alwyn. In dieser Zeit entstanden frühe Werke wie eine Ballade in F minor für Bratsche und Klavier und Three Summer Sketches für Klavier. Erstere wurde 1929 von Philip Burton vom Griller Quartet aufgeführt. Sie gewann ein Kompositionsstipendium, beschloss jedoch neunzehnjährig, sich ganz dem Familienunternehmen zu widmen.
1930 heiratete sie den Anwalt Barnet Samuel. 1934 wurde ihr Sohn Raphael Samuel geboren, der als Historiker bekannt wurde. Sie engagierte sich in den 1930er Jahren zunehmend politisch und trat 1939 der Kommunistischen Partei bei. Mit ihrem Mann gründete sie ein lokales Komitee, das 200 jüdischen Kindern die Ausreise aus Deutschland ermöglichte. Ihr politisches Engagement entfremdete sie von ihrem Mann, von dem sie sich nach seiner Einberufung zum Militärdienst 1941 trennte und 1946 geschieden wurde. In der Kriegszeit arbeitete sie in einer Flugzeugfabrik, wo sie eine Gewerkschaftsgruppe gründete und neue Mitglieder für die Kommunistische Partei gewann.
Nach 1945 arbeitete sie als Sekretärin u. a. beim Daily Worker und bei der Institute of Management Association und sang in der Workers' Music Association. Ab 1953 lebte sie mit Bill Keal zusammen, den sie im Krieg in der Flugzeugfabrik kennengelernt hatte und den sie 1959 heiratete. Nach dem Einmarsch der Sowjetarmee in Ungarn und der Niederschlagung des ungarischen Volksaufstandes 1956 trat sie aus der Kommunistischen Partei aus. 1969 beendete sie ihre Arbeit als Sekretärin. Sie nahm Klavierunterricht bei Norman Anderson an der Guildhall School of Music and Drama und erwarb das Diplom als Klavierlehrerin.
Bei der Examination eines ihrer Klavierschüler lernte Keal den Komponisten Justin Connolly kennen. Dieser interessierte sich für ihre Kompositionen aus ihrer Studienzeit in den 1920er Jahren und wurde 1975 ihr Kompositionslehrer. Im Stil ihrer frühen Jahre komponierte sie zunächst ein Klavierstück mit dem Titel Lament. Zunehmend interessierte sie sich jedoch für die Tonsprache zeitgenössischer Komponisten. Als ihr opus 1 entstand 1978 ein Streichquartett, das im Folgejahr vom Bingham String Quartet uraufgeführt wurde.
Ihre nächste Komposition war ein fünfsätziges Bläserquintett, das 1980 vollendet wurde. Darauf begann sie an einer Sinfonie zu arbeiten. Sie ließ sich dabei von James Wood beraten, der ihr empfahl, ihre Arbeit Oliver Knussen vorzulegen. Dieser zeigte sich beeindruckt und wurde 1982 ihr Lehrer. 1989 dirigierte er – nach einer Voraufführung der ersten drei Sätze durch das Orchester der National Centre for Orchestral Studies unter Leitung von Adrian Leaper – die Uraufführung der Sinfonie mit dem BBC Symphony Orchestra bei den Proms 1989.
Nach der Cantillation (1988) für Violine und Orchester, aufgeführt von 1991 von Odaline de la Martinez, entstand als Auftragswerk der Aldeburgh Foundation ihr Cellokonzert, das sie ihrem Mann widmete. Es wurde 1994 von dem Cellisten Alexander Baillie mit der City of London Sinfonia unter Leitung von Richard Hickox bei den Port of Felixstowe Proms uraufgeführt und von Sandy Bailly bei den Snape Proms gespielt. Ihr Duettino für Flöte und Klarinette kam 1996 beim Windsor Festival zur Aufführung. Keals letzte Komposition, ein Streichquintett (mit zwei Celli), blieb unvollendet.
1990 wurde Keal zum Fellow der Royal Academy of Music ernannt, die sie zu ihrem 90. Geburtstag mit einem Konzert ehrte. Die BBC porträtierte sie 1992 in der Fernsehdokumentation A Life in Reverse.